# Кубок Украины по волейболу среди мужчин
Кубок Украины по волейболу среди мужских команд разыгрывается с 1992 года. Призёры турнира получают право играть в еврокубковых турнирах, проводимых под эгидой ЕКВ.

## Призёры Кубка Украины
| Сезон   | Обладатель Кубка       | 2-е место                     | 3-е место                     |
| ------- | ---------------------- | ----------------------------- | ----------------------------- |
| 1992/93 | «Локомотив» Киев       | «Локомотив» Харьков           | «Буревестник» Чернигов        |
| 1993/94 | «Шахтёр» Донецк        | «Азот» Черкассы               | «Динамо» Луганск              |
| 1994/95 | «Стирол» Горловка      | «Уголёк» Торез                | «Самородок» Борисполь         |
| 1995/96 | «Дорожник-СКА» Одесса  | «Азот» Черкассы               | «Динамо» Луганск              |
| 1996/97 | «Азот» Черкассы        | «Локомотив-ОЛВЕСТ» Харьков    | «Дорожник-СКА» Одесса         |
| 1997/98 | «Азот» Черкассы        | «Динамо» Луганск              | СК ВВС Винница                |
| 1998/99 | «Юракадемия» Харьков   | СК ВВС Винница                | «Азот» Черкассы               |
| 1999/00 | «Азот» Черкассы        | «Локомотив» Харьков           | «Маркохим» Мариуполь          |
| 2000/01 | «Азот» Черкассы        | «Днепр-Динамо» Днепропетровск | «Локомотив» Харьков           |
| 2001/02 | «Локомотив» Харьков    | «Азот» Черкассы               | «Юракадемия» Харьков          |
| 2002/03 | «Локомотив» Харьков    | «Азот-Спартак» Черкассы       | «Днепр-Динамо» Днепропетровск |
| 2003/04 | «Юракадемия» Харьков   | «Локомотив» Харьков           | «Маркохим» Мариуполь          |
| 2004/05 | «Локомотив» Харьков    | «Юракадемия» Харьков          | «Маркохим» Мариуполь          |
| 2005/06 | «Маркохим» Мариуполь   | «Азот-Спартак» Черкассы       | «Локомотив» Днепропетровск    |
| 2006/07 | «Локомотив» Харьков    | «Азот-Спартак» Черкассы       | «Локомотив» Киев              |
| 2007/08 | «Локомотив» Харьков    | «Юракадемия» Харьков          | «Импексагро Спорт» Черкассы   |
| 2008/09 | «Локомотив» Харьков    | «Импексагро Спорт» Черкассы   | «Локомотив» Киев              |
| 2009/10 | «Локомотив» Харьков    | «Крымсода» Красноперекопск    | «Импексагро Спорт» Черкассы   |
| 2010/11 | «Локомотив» Харьков    | «Импексагро Спорт» Черкассы   | «Локо-Экспресс» Харьков       |
| 2011/12 | «Локомотив» Харьков    | «Новатор» Хмельницкий         | «Крымсода» Красноперекопск    |
| 2012/13 | «Локомотив» Харьков    | «Крымсода» Красноперекопск    | «Фаворит» Лубны               |
| 2013/14 | «Локомотив» Харьков    | «Химпром» Сумы                | «Фаворит» Лубны               |
| 2014/15 | «Локомотив» Харьков    | «Юракадемия» Харьков          | «Днепр» Днепропетровск        |
| 2015/16 | «Локомотив» Харьков    | «Барком-Кажаны» Львов         | «Днепр» Днепропетровск        |
| 2016/17 | «Барком-Кажаны» Львов  | «Локомотив» Харьков           | -//-                          |
| 2017/18 | «Барком-Кажаны» Львов  | «Локомотив» Харьков           | -//-                          |
| 2018/19 | «Барком-Кажаны» Львов  | «Сердце Подолья» Хмельницкий  | ВК «МХП-Винница» Винница      |
| 2019/20 | «Житичи-ЖНАЭУ» Житомир | ВК «Решетиловка» Решетиловка  | «Барком-Кажаны» Львов         |

### Титулы
| № | Клуб                    | Победы |
| - | ----------------------- | ------ |
| 1 | «Локомотив» Харьков     | 13     |
| 2 | «Азот» Черкассы         | 4      |
| 3 | «Барком-Кажаны» Львов   | 3      |
| 4 | «Юракадемия» Харьков    | 2      |
| 5 | «Дорожник-СКА» Одесса   | 1      |
| 5 | «Локомотив» Киев        | 1      |
| 5 | «Маркохим» Мариуполь    | 1      |
| 5 | «Шахтёр» Донецк         | 1      |
| 5 | «Жиитичи-ЖНАЭУ» Житомир | 1      |